# Amodiaquin
Amodiaquin ist ein Arzneistoff zur Behandlung der durch Plasmodium falciparum verursachten Malaria, der chemisch und pharmakologisch dem Chloroquin ähnelt.

## Darstellung
Amodiaquin kann aus Paracetamol und 4,7-Dichlorchinolin hergestellt werden. Hierzu muss erst das Paracetamol mit Diethylamin und Formaldehyd aminomethyliert werden und im zweiten Schritt zunächst mittels Säure-Kochen entschützt und im selben Reaktionsgefäß bei pH = 2 bis 3 mit dem Dichlorchinolin kondensiert werden. Abgespalten wird dabei zuletzt Chlorwasserstoff. Dieses kann beispielsweise mit Ammoniaklösung aufgenommen werden, wenn die freie Base isoliert werden soll, oder es werden Hydrochloride des Amodiaquins isoliert. Der Grund für das regioselektive Gelingen der Aminomethylierung von Paracetamol kann in den elektronischen Effekten der Substituenten gefunden werden. Prinzipiell sind sowohl die Amidgruppe, als auch die Hydroxygruppe ortho- und para-dirigierend, sodass Unselektivität erwartet werden könnte. Jedoch ist der dirigierende Effekt der Amidgruppe im Paracetamol durch die Amidresonanz abgeschwächt und somit überwiegt der ortho-dirigierende Effekt der Hydroxygruppe. Die Abspaltung der Acetyl-Schutzgruppe im zweiten Schritt ist für die Reaktion entscheidend. Es ist zu beachten, dass daher in der Reaktionslösung am Ende der Synthese nicht nur Salzsäure und Natriumchlorid abzutrennen ist, sondern auch stöchiometrisch Essigsäure bzw. gegebenenfalls Ammoniumchlorid und Natriumacetat. Weiterhin ist eine starke Färbung der Lösung nicht unüblich, was vermutlich durch höhere Kondensationsprodukte verursacht wird. Eine Umkristallisation des so hergestellten Amodiaquins beispielsweise aus Ethanol ist daher unabdingbar.

## Pharmakologische Eigenschaften
Amodiaquin ist in Struktur und Wirkungsweise dem Chloroquin ähnlich und mindestens genauso wirksam, hat aber eine längere Plasmahalbwertszeit als Chloroquin. Amodiaquin wirkt auch gegen viele Chloroquin-resistente Plasmodien.
Amodiaquin ist außerdem das von der FDA bevorzugte Substrat für die Markerreaktion von Cytochrom-P450-2C8 im in vitro-Metabolismus.

## Präparate und Verwendung
Amodiaquin (AQ) wird insbesondere in Afrika seit langem in der Monotherapie, in letzter Zeit aber vorwiegend in fixer Kombination mit anderen Wirkstoffen wie Artesunat (AS) (Kombinationspräparat) zur Therapie der Malaria eingesetzt. Das Artesunat/Amodiaquin-Kombinationspräparat ASAQ wurde in Zusammenarbeit zwischen der Drugs for neglected Diseases Initiative (DNDi) und Sanofi-aventis entwickelt und in mehreren afrikanischen Ländern zugelassen. Im Jahr 2013 hat Sanofi eigenen Angaben zufolge 80 Millionen Packungen dieses Präparates (Coarsucam bzw. ASAQ Winthrop) in Malaria-Endemiegebieten abgesetzt. Ältere Amodiaquin-Monopräparate wie Camoquin wurden zwischenzeitlich in verschiedenen europäischen Ländern und den USA wegen schwerer Nebenwirkungen vom Markt genommen. Bei niedrigeren Dosierungen, wie sie in der Kombinationstherapie zur Anwendung kommen, waren schwere Nebenwirkungen weniger stark ausgeprägt.
Der Schwerpunkt für die Anwendung von Artesunat/Amodiaquin ist die Behandlung der unkomplizierten Malaria tropica, insbesondere bei Plasmodien, die gegen andere Arzneistoffe wie Chloroquin resistent sind.